# Отношения цесаревича Николая и Матильды Кшесинской
Отноше́ния цесаре́вича Никола́я и Мати́льды Кшеси́нской — романтический эпизод из жизни наследника российского престола Николая Александровича и балерины Мариинского театра Матильды Кшесинской.
Имели место в 1890—1894 годах. После согласия Алисы Гессенской (впоследствии принявшей имя Александры Фёдоровны) на брак с цесаревичем Николаем отношения последнего с Матильдой были прекращены.

## Историческая справка
Знакомство Николая Александровича и Матильды Кшесинской состоялось 23 марта 1890 года, после спектакля, показанного ученицами Императорского театрального училища. Царская семья смотрела представление, а после него состоялся ужин с воспитанницами. Цесаревич произвел впечатление на 17-летнюю танцовщицу, но в своих дневниковых записях похвалил только спектакль. Кшесинская начала искать встреч с цесаревичем, прогуливаясь в местах, где могла с ним как бы случайно столкнуться. После начала летнего театрального сезона в Красном селе Матильде удалось обратить на себя внимание наследника. Он многократно отмечал её присутствие на сцене и признал, что она ему «положительно, очень нравится». Красносельский театр стал для него «милым», и даже простое стояние в строю возле него «дразнило своими воспоминаниями».
В октябре 1890 года Николай отправился в длительное путешествие. Сестра Ксения по его просьбе сообщала ему в письмах новости о Матильде («твоем друге»). Вскоре после возвращения последовала новая поездка, в Данию, затем в Крым, и лишь к концу осени 1891 года царское семейство переехало в Гатчину.
Зимой 1892 года Николай и Матильда снова встречаются в театрах; в дневниках Матильда пишет о переполняющих её чувствах, Николай же остаётся сдержанным. Весной 1892 года Николай начал наносить визиты домой к Матильде (она жила с родителями и делила комнату с сестрой) и весело проводил там время, покидая дом уже под утро. В своём дневнике Матильда упоминает и о поцелуях. Первоначально отлучки цесаревича в Петербург вызывали недовольство Александра III, отмечавшего, что наследник неизвестно где находится и «неизвестно чем занимается». При этом Николай не скрывал от Матильды своих чувств к Алисе Гессенской и намерения на ней жениться. Однако Алиса долгое время отказывалась перейти в православие, что делало её брак с наследником российского престола невозможным. Летом 1892 года Николай и Матильда встречались в Красносельском театре, на репетициях и представлениях, а также после них. Николай в дневнике писал, что чувствует себя счастливым и что ему Матильда «положительно вскружила голову!». 5 августа летний красносельский сезон закончился, и пара вновь рассталась. Николай вернулся в Петербург только зимой. В письмах Матильда упоминает, что пара объяснилась друг другу в любви, но она не уверена в чувствах Николая.
Встречи Матильды и Николая возобновились в январе 1893 года. 8 января у пары состоялся «серьезный разговор». Кшесинская в дневнике писала, что Николай летом желал перейти к более «близкому знакомству», но теперь проявляет «раздражающую осторожность», поскольку не хочет быть у Матильды «первым», потому что это «будет его мучить всю жизнь», но если бы она «уже была не невинна», тогда бы он с ней «сошёлся» не задумываясь. Некоторое время спустя Матильде всё же удалось настоять на своём, и, через шесть месяцев после летнего объяснения в любви, отношения были «консуммированы». 25 января 1893 года Николай записал в дневнике:

Вечером полетел к моей М. К. и провел самый лучший с нею вечер до сих пор. Находясь под впечатлением её — перо трясется в руках!— Дневник Николая II // 25 января 1893 г.
После этого пара регулярно встречалась, а 20 февраля Матильда с сестрой отметили новоселье в своём новом особняке. К этому моменту о встречах наследника с Кшесинской стало широко известно, что нашло свое отражение, в частности, в дневниках А. С. Суворина и А. В. Богданович. В марте Николай был вынужден отправиться с семьёй в Крым, записав в дневнике:

Поехал в последний раз к М. К. Ужинали вчетвером с Преображенской. Очень грустно было расставаться после двух месяцев только свидания— Дневник Николая II // 16 марта 1893 г.

## Завершение отношений
В дневнике А. В. Богданович приводятся записи, сделанные со слов Н. А. Радцига (камердинера царя, который при нем с его 7-летнего возраста) «про некоторые привычки царя, черты его характера и проч.». В том числе «рассказал Радциг, какое тяжелое пережил время, когда, наследником, царь увлекался Кшесинской». По словам Н. А. Радцига, он «не утерпел, высказал это наследнику», в связи с чем был отстранён от занимаемого места, но «затем опять цесаревич взял его к себе и дал ему прочесть свой дневник, именно то место, которое касалось Кшесинской». Также, со слов камердинера приводится свидетельство того, что «молодая царица, получавшая, будучи невестой, массу анонимных писем про жениха, тоже читала дневник царя»: 

Пишет он ежедневно по вечерам, затем выпивает стакан свежего молока и идет спать. Когда цесаревич увлекался Кшесинской, царица-мать смотрела на это совершенно спокойно, находила это вполне нормальным, но весь придворный entourage (антураж, окружение – франц.), кроме вел. князей, которые помогали в этом цесаревичу, очень возмущался, что выбор пал на первоклассную танцовщицу. Теперь у царя к ней нет более никаких чувств – он любит жену, детей, и когда он с ними, он вполне счастлив..
— из дневника А. В. Богданович
В последующие месяцы упоминания о встречах с Матильдой в дневниках Николая становятся редкими, однако пара продолжала периодически встречаться вплоть до зимы 1894 года. Восьмого апреля 1894 года в Кобурге, после трёхдневных колебаний, Алиса Гессенская дала согласие стать супругой Николая, после чего он разорвал свои отношения с Матильдой.
После этого упоминания о встречах с Кшесинской исчезли из дневников Николая, он постоянно пишет о своем восхищении Алисой («Аликс»). Подтверждает окончательность разрыва и Кшесинская в своих поздних воспоминаниях. Директор канцелярии главы Российского императорского дома Александр Закатов отмечает, что из дневников Николая II, его переписки и других достоверных источников известно:

роман молодого цесаревича Николая Александровича и Матильды Феликсовны завершился в 1894 году, когда было принято решение о заключении брака наследника с принцессой Алисой Гессенской, и своей супруге Николай II никогда не изменял.

Однако слухи о том, что связь Николая с Матильдой продолжалась и после свадьбы, циркулировали в обществе, что, в частности, нашло свое отражение в дневниках Богданович и воспоминаниях С. М. Волконского.

## Степень близости
Относительно отношений между наследником и Кшесинской современники строили разнообразные догадки. Определённая часть русского общества была уверена в интимном характере этих отношений. Такого мнения придерживались, в частности, генеральша А. В. Богданович и издатель Алексей Суворин (оно отражено в его дневнике). Версия о наличии интимных отношений до сих пор является общепринятой среди исторических публицистов.
Интимный характер отношений отрицается в материалах исследователей Боханова и Мультатули, придерживающихся монархических взглядов.

## Отражение в искусстве
- Отношения наследника и балерины легли в основу сюжета фильма Алексея Учителя «Матильда». Ещё до выхода фильма в прокат вокруг него разгорелся масштабный скандал — вплоть до требований запретить фильм, угроз режиссёру и кинопрокатчикам, поджогов[23].
- В романе «The True Memoirs of Little K» американской писательницы Эдриенн Шарп (англ. Adrienne Sharp) отношения Матильды и Николая Александровича занимают центральное место. Рассказ ведется от лица Матильды, её изданные за границей «Воспоминания» характеризуются как «выдумки и ложь», а также предлагается новая версия того, кто же был настоящим отцом сына Кшесинской — Владимира[24][25].

## Исторические источники
1. Дневник Наследника Цесаревича Николая Александровича (ГА РФ. Ф. 601. Оп. 1. Д. 224, 228, 229, 230, 231);
2. Дневник императора Николая II Берлин 1923 Т. 1 (1890—1906);
3. Дневники Императора Николая II за 1894 г. (Дневники Императора Николая II. 1894—1918 гг.: в двух томах. Т. 1. 1894—1904 гг.) — М.: РОССПЭН, 2013);
4. Дневник Матильды Феликсовны Кшесинской (Государственный центральный театральный музей им. А. А. Бахрушина. Архивно-рукописный отдел);
5. Воспоминания М. Ф. Кшесинской (Кшесинская М. Воспоминания. — Смоленск-Русич, 1998. — 416 с.).
6. Богданович А. В. Три последних самодержца. — М.: Новости, 1990.